# 伝正寺 (桜川市)
伝正寺（でんしょうじ）は、茨城県桜川市にある曹洞宗の寺院。

## 歴史
1268年（文永5年）、法身国師によって開山された。法身国師は常陸国真壁城の城主だった真壁時幹の元家臣であり、陸奥国宮城郡（現：宮城県宮城郡松島町）の瑞巌寺を再興している。その法身国師を招聘して創建したのが当寺の起源である。
1606年（慶長11年）、豊臣政権五奉行の一人だった浅野長政は、家督を譲った息子の幸長とは別に、隠居料として真壁5万石が与えられた。これが真壁藩の起源である。その後、真壁浅野家は藩庁を笠間城に移し笠間藩となり、続いて赤穂藩に転封した。
つまり真壁は赤穂藩士にとってゆかりの地でもあった。赤穂浪士の中でも譜代の年配者（堀部弥兵衛、吉田忠左衛門、小野寺十内など）は、常陸国で生を享けている。
また浪士の父や祖父は真壁に住んでいたことがある者が多い。そういう関係もあり、本堂には赤穂浪士の像が安置されている。
墓地には、長政の墓がある。

## 交通アクセス
- 岩瀬駅より車20分。